# Le Val-de-Gouhenans
Le Val-de-Gouhenans là một xã ở tỉnh Haute-Saône trong vùng Bourgogne-Franche-Comté phía đông nước Pháp.